# Oracle Corporation
A Oracle Corporation é uma empresa multinacional de tecnologia e informática norte-americana, especializada no desenvolvimento e comercialização de hardware, softwares, bancos de dados e serviços de nuvem (IaaS, PaaS e SaaS).
Em 2020 a Oracle foi relacionada pelo Great Place to Work Institute na lista das 150 melhores empresas para se trabalhar no Brasil.

## História
A companhia foi fundada em 1977 por Larry Ellison, Bob Miner e Ed Oates com o nome de Software Development Laboratories como uma empresa especializada em sistema de gestão de banco de dados relacional (RDBMS) como uma solução alternativa ao IBM System R, em 1979 a companhia mudou o nome para Relational Software, Inc (RSI), a partir de 1982 passou a usar o nome Oracle para se relacionar ao seu produto Oracle
Em dezembro de 2020 a Oracle anunciou que estava transferindo a sua sede para Austin, no estado do Texas. A antiga sede, em Redwood Shores (Califórnia) continuará sendo um polo importante para a empresa, que está "implementando uma política de local de trabalho mais flexível para os funcionários". 

## Aquisições
Em 20 de abril de 2009, a Sun Microsystems aceitou a oferta de US$ 7,4 bilhões feita pela Oracle, após as negociações da empresa com a IBM terem fracassado.